# Loeflingia hispanica
Loeflingia hispanica är en nejlikväxtart. Loeflingia hispanica ingår i släktet Loeflingia och familjen nejlikväxter.

## Underarter
Arten delas in i följande underarter:
- L. h. hispanica
- L. h. vaucheri